# Fantasy World Dizzy
Fantasy World Dizzy – przygodowa gra akcji wyprodukowana i wydana przez firmę Codemasters w 1989 roku na platformy Amstrad CPC, ZX Spectrum, Commodore 64, Enterprise 64/128, Amiga, Atari ST i DOS. Producentami gry są bracia bliźniacy, Andrew i Philip Oliver. Jest to trzecia część gry z serii Dizzy.

## Opis gry
Gracz wciela się w postać Dizzy’ego, głównego bohatera, który wyrusza na ratunek swojej ukochanej Daisy, która przetrzymywana jest w zamku w chmurach przez zielonego ogra. Podczas całej rozgrywki Dizzy musi zdobyć trzydzieści monet, które są poukrywane w różnych miejscach i uwolnić Daisy.

## Odbiór gry
Gra została pozytywnie oceniona przez Petera Parrisha z serwisu Eurogamer, zyskując ocenę 9/10. Wersja na ZX Spectrum została umieszczona na 25. miejscu listy najlepszych gier wszech czasów w specjalnym wydaniu magazynu Your Sinclair w 2004 roku. Z kolei magazyn „Sinclair User” przyznał grze ocenę 81%.